# Gens Mucia

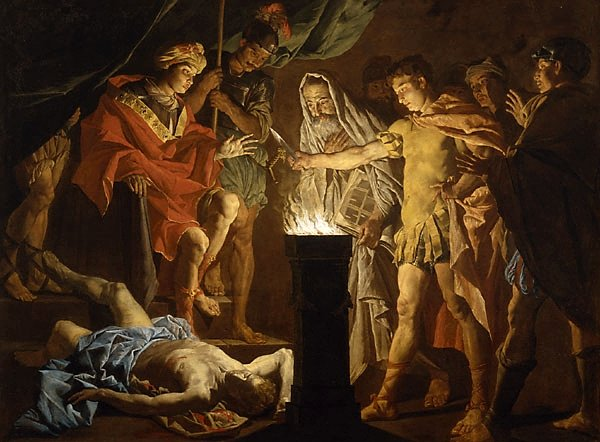
Gaio Muzio Scevola alla Presenza di Lars Porsenna (inizi del 1640), pittura ad olio di Matthias Stom.

La gens Mucia era un'antichissima e nobile famiglia patrizia romana. Venne menzionata per la prima volta nel primo periodo della Repubblica

## Storia
L'esponente più noto è Gaio Muzio Scevola, giovane romano vissuto agli inizi della Repubblica romana. Secondo la leggenda, si offrì come volontario per infiltrarsi nel campo nemico di Lars Porsenna, il lucumone etrusco della città Chiusi durante il periodo dell'assedio di Roma del 508 a.C. tentando di assassinare il re Porsenna, ma non conoscendo come fosse vestito, lo scambiò per una serva e venne catturato. 
Venne posto davanti al re e Muzio dichiarò che era solo uno dei trecento soldati romani che avevano giurato di compiere quest'impresa e disposti a morire provandoci. Come dimostrazione del suo coraggio, pose la sua mano destra su un braciere ardente. Porsenna fu impressionato dalla sua grande resistenza che decise di liberarlo, secondo alcune tradizioni ritengono che Porsena ritirò il suo esercito per paura delle minacce di assassinio inventate dal giovane guerriero romano.

## Personaggi illustri
Tra i più noti personaggi della gens Mucia ricordiamo:
- Gaio Muzio Scevola, tentò di assassinare Lars Porsenna nel 508 a.C.[2][3]
- Quinto Mucio Scevola, pretore del 215 a.C., ricevette la Sardegna come sua provincia. La sua permanenza fu prolungata per altri tre anni. Presumibilmente potrebbe essere diventato console nel 220 a.C.[4][5]
- Publio Muzio Scevola, console del 133 a.C. due anni dopo succedette a suo fratello, Publio Licinio Crasso Dive Muciano, come Pontefice massimo.  Fu considerato uno dei fondatori dello ius civile.[6][7][8][9][10][11][12]
- Publio Licinio Crasso Dive Muciano, Pontefice massimo e console nel 131 a.C., fu sconfitto e ucciso da Eumene III.[13][14][15][16][17][18][19][20]
- Quinto Muzio Scevola, console del 117 a.C, veniva soprannominato l'àugure.[21][22][23]
- Mucia Terzia, la figlia più giovane dell'augure, si sposò con Gneo Pompeo Magno, uno dei triumviri.[24][25][26][27][28][29][30][31]
- Quinto Mucio Scevola, figlio del pontefice massimo, divenne console nel 95 a.C. e in seguito pontefice massimo come suo padre. Fu assassinato durante la proscrizione di Gaio Mario il Giovane.[32][33][34][35][36][37][38][39][40]
- Gaio Licinio Muciano, un generale, statista, oratore e storico elogiato da Tacito, era un forte sostenitore di Vespasiano.[41][42][43][44][45][46][47]

Scaeva potrebbe anche riferirsi ad un auspicio favorevole.